# Liste der Baudenkmäler in Lörick
Die Liste der Baudenkmäler in Lörick enthält die denkmalgeschützten Bauwerke auf dem Gebiet von Düsseldorf-Lörick, Stadtbezirk 4, in Nordrhein-Westfalen. Diese Baudenkmäler sind in der Denkmalliste der Stadt Düsseldorf eingetragen; Grundlage für die Aufnahme ist das Denkmalschutzgesetz Nordrhein-Westfalen (DSchG NRW).

## Baudenkmäler
| Bild                                                    | Bezeichnung                                             | Lage                                                                        | Beschreibung | Bauzeit   | Eingetragen seit   | Denkmal- nummer |
| ------------------------------------------------------- | ------------------------------------------------------- | --------------------------------------------------------------------------- | --- | --------- | ------------------ | --------------- |
| Alte Horten-Verwaltung mit Park                         | Alte Horten-Verwaltung mit Park                         | Am Seestern 3 Karte                                                         | | 1959–1961 | 17. September 1992 | A 1242          |
| weitere Bilder                                          | Amboßstraße 21–23, Niederkasseler Lohweg 207–221        | Amboßstraße 21, 23, Gocher Straße 1, 3, Niederkasseler Lohweg 207–221 Karte | Architektur der 1950er Jahre in Düsseldorf, Architekten: Kirchner/Rose | 1956      | 7. April 1997      | A 1415          |
| Rank-Xerox-Haus                                         | Rank-Xerox-Haus                                         | Emanuel-Leutze-Straße 20 Karte                                              | Ein sechseckiger Baukörper, in dem sich Treppe, Aufzüge, Sanitärräume und technische Anlagen befinden, bildet den Mittel- und Festpunkt. Um diesen gruppieren sich drei weitere sechseckige Baukörper. Diese sind jeweils um je ein Drittel der normalen Geschosshöhe versetzt. | 1968–1970 | 26. Mai 1994       | A 1316          |
| ehemaliges Empfangsgebäude der Firma Rohde & Dörrenberg | ehemaliges Empfangsgebäude der Firma Rohde & Dörrenberg | Hansaallee 228 Karte                                                        | Architekt: Fritz Hillebrand (1889–1959). Im Jahre 1902 erfolgte der Bau des Werkes an der Hansaallee. Dort residiert schon länger ein italienisches Restaurant. | 1920–1921 | 6. Juni 1989       | A 1185          |